# Croacia Roja
Croacia Roja (en latín: Croatia Rubea, en croata: Crvena Hrvatska) es un término histórico usado para referirse al sudeste de la región de Dalmacia y otros territorios circundantes entre los que se incluyen partes de los actuales territorios de Montenegro, Albania, Croacia y Bosnia y Herzegovina. 

## Uso
Aparece por primera vez en el texto de la Crónica del sacerdote de Dioclea. El libro contiene la crónica de varios estados de la región de Dalmacia, la cual históricamente está datada entre los años 1298-1300. La Croacia Roja ha sido nombrada en numerosos textos y tratados de historia, por diversas fuentes que refieren a la Crónica en diferentes periodos históricos de Europa de los Balcanes  hasta la llegada del siglo XIX, durante el surgimiento del nacionalismo romántico. Se hace referencia a ella como punto central de discusiones e investigaciones, además de considerarse como un componente básico para el nacionalismo del mito nacional croata, en el cual la "Croacia Roja" era en algunas ocasiones popularizada como un estado histórico de la etnia croata, que más tarde sería la base de la concepción del ideal de la Gran Croacia.

## Orígenes del término
Croacia roja sería mencionada por primera vez en el texto de la "Crónica del sacerdote de Dioclea", texto escrito por un sacerdote de la curia católica en Dioclea. Su trabajo original no fue preservado pero existieron diversas copias del mismo. Entre los siglos XVI y XVII fue reimpreso, siendo fechado en un periodo extenso que abarca desde los fines del siglo XIII hasta los principios del XV. Se estima que se escribió alrededor del año 1300.  
Existen numerosas conjeturas acerca de la identidad del autor, siendo el más referido el "Arzobispo Gregorio" , aunque no hay un consenso claro. Las más recientes y detalladas investigaciones le identifican como un miembro de la orden cistericense con el nombre de Rudger, de orígenes étnicos Bohemios y un colaborador de la Archidiócesis de Split-Makarskay, asociada al Ban croata Pablo Šubić, quien fuera arzobispo de Bar entre 1298 y 1301. Se desconoce si el presbítero de Doclea tomó parte en la creación del término ya que, aparte de las copias, no hay otras fuentes que demuestren la veracidad de este trabajo. La segunda edición, se cree que estuvo inspirada parcialmente por sus ideales políticos y las aspiraciones del clan Šubić por sobre todas las tierras, lo cual podría explicar la falta de la "Croacia Roja" en la primera versión, cuyo eje central estuvo en la descripción de Bosnia. La segunda versión fue escrita después de que Pablo retuviera para sí el título de "Señor de Bosnia". 
El lingüista croata Petar Skok ha definido que esta errónea interpretación en la parte del sacerdote surge como resultado de un error en la traducción del nombre para el área de Crmnica - Crvnica en Montenegro, la cual a su vez se traduce como Tierra roja.
De acuerdo a lo escrito por el presbítero Diocleano, el reino imaginario de los eslavos estaba dividido en dos regiones: "Marítima (costera)" entre las montañas del macizo Dinárico y las costas del Adriático, que a su vez estaban definidas como "el área donde los ríos provenientes de las montañas corrían hacia el sur y desembocaban en el mar" y de "Serbia" la cual comprendía todo entre las montañas Dináricas y el Danubio, definidas en la crónica como la "región donde los ríos fluyen de las montañas del norte hacia el poderoso Río Danubio". Por lo tanto, la región Marítima comprendía solamente las áreas de desembocadura en el mar Adriático, mientras Serbia se comprendía como las áreas en el mar negro (o la cuenca del Danubio). La región Marítima fue posteriormente dividida en dos áreas: "Croacia Blanca" y "Croacia Roja", en lo que en la actualidad se conoce como Herzegovina, la parte sur de Montenegro, y el norte de la actual Albania. Por otro lado, la "Serbia Diocleana" comprendería las actuales regiones de Serbia, el norte de Montenegro, la mayor parte de Bosnia, y el norte del altiplano Dinárico de Croacia.